# 利幾
利幾（前3世纪？—前202年），秦朝末年西汉初年人，是反秦戰爭、楚漢戰爭中的將領，為項羽部將。利幾曾任陳縣縣令，人稱陳公。項羽敗亡之後，利幾歸附漢朝，被封為穎川侯。在消滅異姓王風潮中，漢高祖劉邦召集列侯到洛邑，利幾以為劉邦要殺他，於是造反，但立刻被平定，最後伏誅。

## 註解
1. ↑  《漢書》卷1下·高帝紀下：利幾反，上自擊破之。利幾者，項羽將。羽敗，利幾為陳令，降，上侯之潁川。上至雒陽，舉通侯籍召之，而利幾恐，反。